# Ез-Загра
Ез-Загра (араб. الزهراء) — місто в Тунісі. Входить до складу вілаєту Бен-Арус. Станом на 2004 рік тут проживало 31 792 особи.